# Daniel Cornelius Danielssen

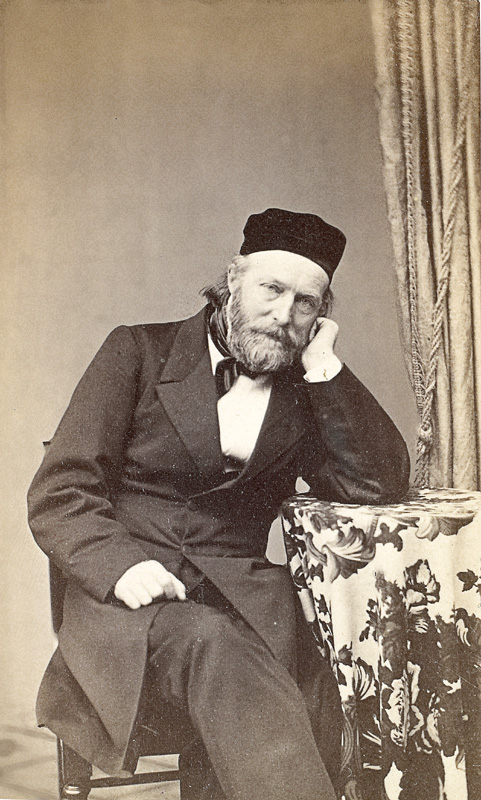
Daniel Cornelius Danielssen

Daniel Cornelius Danielssen (* 4. Juli 1815 in Bergen, Norwegen; † 13. Juli 1894 ebenda) war ein norwegischer Arzt, Zoologe und Abgeordneter des Storting. Er gilt als „Vater der Lepraforschung“.

## Leben

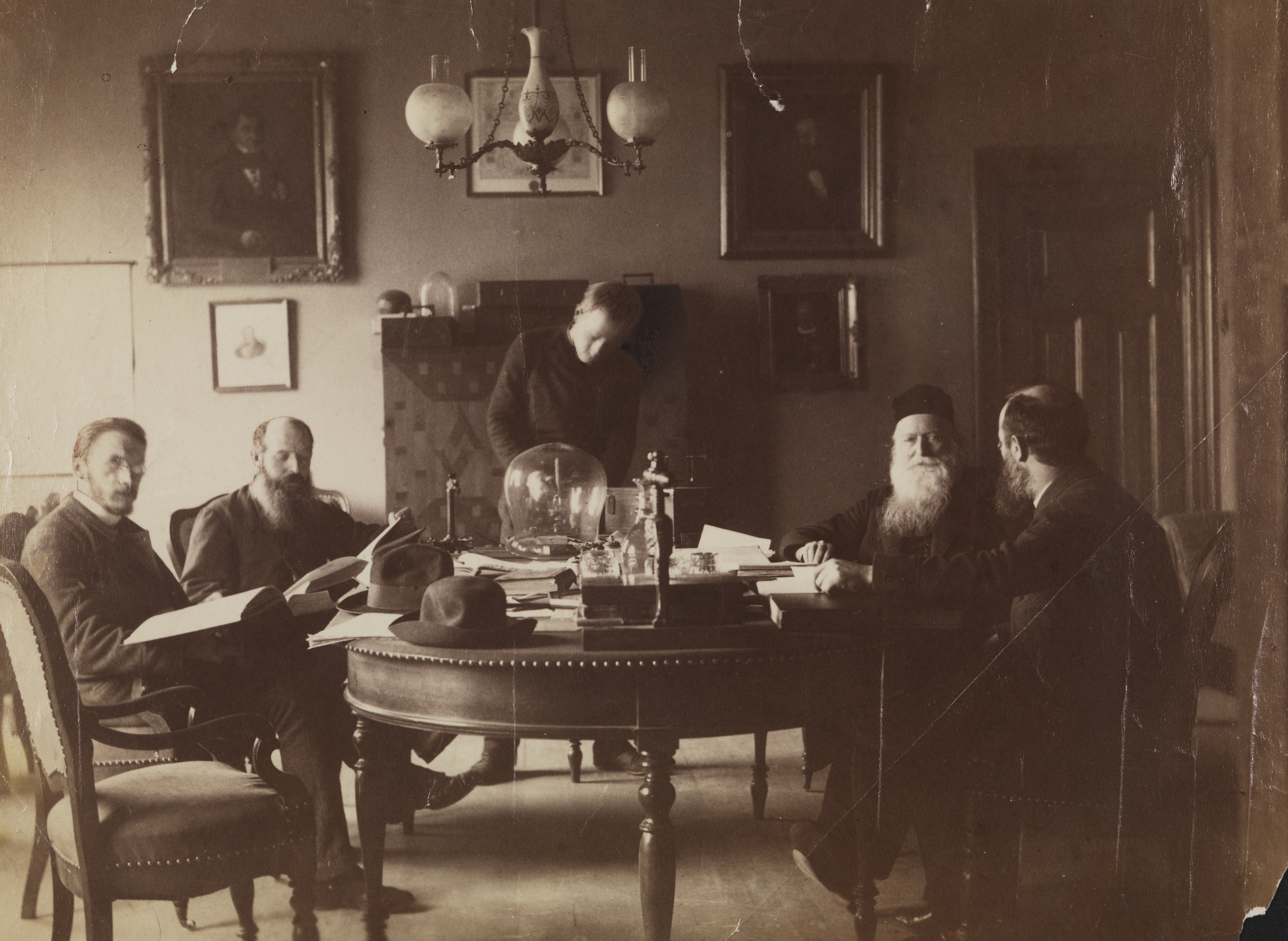
Das wissenschaftliche Personal des Bergen Museum in den 1880er Jahren (von links nach rechts): Jørgen Brunchorst, Gerhard Armauer Hansen, Fridtjof Nansen, Daniel Danielssen, Herman Friele

Aus einfachen Verhältnissen stammend – er war der Sohn des Uhrmachers Berent Henrik Danielssen (1785–1864) und dessen Frau Catharine Friederike Holberg Ibsen († 1839) – verließ Daniel Danielssen bereits im Alter von 13 Jahren die Schule, um bei einem Apotheker in die Lehre zu gehen. Mit 17 Jahren erkrankte er an Tuberkulose der Hüfte. Er überwand die Krankheit nach anderthalb Jahren, lahmte aber zeit seines Lebens. Im Selbststudium bereitete er sich auf das „Præliminærexamen“ vor, das ihm den Zugang zur Universität ermöglichte. Anschließend studierte er Medizin in Christiania, dem heutigen Oslo. Er beendete sein Studium 1838 als Examinatus medicinae. Damit war er kein voll ausgebildeter Arzt, durfte aber praktizieren. Danielssen wurde zunächst Militärarzt. Im Herbst 1839 kehrte er nach Bergen zurück, wo er am St. Jørgens Hospital, einem Leprosorium, dessen Geschichte bis in das 14. Jahrhundert zurückreicht, damit begann, sich wissenschaftlich mit der Lepra zu beschäftigen. 1843 reiste er zu Studienzwecken nach Wien, Berlin und Paris. 1846 gab er seine Arbeit für das Militär endgültig auf. 1847 veröffentlichte er mit dem aus Kongsberg stammenden Dermatologen Carl Wilhelm Boeck (1808–1875) das grundlegende Werk Om Spedalskhed (deutsch Über die Lepra), das ein Jahr später auch auf Französisch erschien. Das Buch widerspiegelte die grundlegenden Erkenntnisse seiner Autoren über die Symptomatik und den Verlauf der Lepra, konnte deren Ursache aber nicht aufklären. Da Bemühungen zur Übertragung der Krankheit – auch im Selbstversuch – erfolglos blieben, hielt man die Lepra für eine Erbkrankheit. Nachdem Danielssen fast das gesamte Jahr 1847 in Paris verbracht hatte, übernahm er in Bergen die Leitung des neu eingerichteten Lungegaard-Hospitals, einer Forschungseinrichtung mit Plätzen für 90 Kranke. Zur Pflege der Kranken gründete er 1857 das Pflegestift für Lepröse Nr. 1 (Pleiestiftelsen for spedalske Nr. 1).
Für das gesellschaftliche und politische Leben Bergens wurde Danielssen eine außerordentlich wichtige Persönlichkeit. Von 1856 bis zu seinem Tod war er Mitglied des Stadtrats. Im Storting vertrat er die Stadt über mehrere Wahlperioden, erstmals 1859, letztmals 1876. Er war 1844 Mitbegründer und zeitweiliger Vorsitzender der Literarischen Gesellschaft, 1850 des Norwegischen Theaters (Det Norske Theater), 1854 des Bergener Athenaeums, außerdem der Gesellschaft zur Förderung der Wissenschaften, der Gesellschaft zur Förderung der norwegischen Fischereiwirtschaft und mehrerer wohltätiger Institutionen. 1852 wurde er in den Vorstand des 1825 von Wilhelm Frimann Koren Christie gegründeten Bergen Museums aufgenommen, das ein Jahrhundert später die Keimzelle der zweiten Universität Norwegens bildete. 1864 übernahm er die Leitung des Museums und gestaltete es von einem Kuriositätenkabinett in eine moderne wissenschaftliche Forschungseinrichtung um. Diese Entwicklung hatte schon kurz vor Danielssens Aufnahme in den Vorstand eingesetzt, als 1846 mit Johan Koren erstmals ein Kurator für die zoologische Sammlung eingestellt worden war. Zwischen beiden Männern entwickelte sich eine fruchtbare Zusammenarbeit, die bis zu Korens Tod im Jahre 1885 anhielt. Ein zweiter Mann, der Danielssens Hinwendung zur Zoologie stark beeinflusste, war Michael Sars, ein Pfarrer und Zoologe, der um 1850 mit seinen Dredschzügen in norwegischen Fjorden und vor den Lofoten die Abyssus-Theorie des englischen Zoologen Edward Forbes widerlegt hatte, der zufolge unterhalb einer Wassertiefe von etwa 500 Metern kein Leben möglich sei. Durch die Zusammenarbeit dieser drei Männer entstand das dreibändige Werk Fauna littoralis Norvegiae. In den 1870er Jahren spielte Danielssen als Storting-Abgeordneter eine zentrale Rolle bei der Bewilligung der finanziellen Mittel für die Norwegische Nordmeerexpedition. Er beteiligte sich auch als Zoologe an dieser von Henrik Mohn und Michael Sars’ Sohn Georg Ossian Sars geleiteten Expedition mit dem Dampfer Vøringen in den Sommermonaten der Jahre 1876 bis 1878. Danielssen und Koren beschrieben einen Großteil der dabei gesammelten Tiere.
Danielssen übernahm die Leitung des Museums in dem Moment, als das neue Museumsgebäude, bei dessen Mittelbeschaffung er die Hauptarbeit geleistet hatte, fertiggestellt wurde. Nachdem es 1865 für eine große Fischerei-Ausstellung genutzt worden war, konnte die Sammlung überführt und das Haus 1867 für die Öffentlichkeit zugänglich gemacht werden. In den 1870er und 1880er Jahren zog Danielssen weitere Wissenschaftler ans Museum, zunächst 1874 als zweiten Kurator Olaf Scheveland Jensen (1847–1887). Nach dessen Weggang stellte er 1882 den gerade 21-jährigen Fridtjof Nansen ein und 1886 den Botaniker Jørgen Brunchorst. Auch Gerhard Armauer Hansen, der Entdecker des Lepra-Erregers Mycobacterium leprae und Danielssens Schwiegersohn, arbeitete in den 1880er Jahren am Museum.
Daniel Danielssen starb 1894 wenige Tage nach seinem 79. Geburtstag. Sein Leichnam wurde von seinen beiden engsten Mitarbeitern, Armauer Hansen und Brunchhorst, mit dem Dampfer zum nächsten Krematorium nach Göteborg gebracht. Man nimmt an, dass seine Asche sich heute im Sockel seiner Büste im Vorraum des Bergen Museums befindet.

## Familie
Danielssen heiratete am 24. April 1839 Berthe Marie Olsen (1818–1875). Die vier Kinder des Paars – Fredrikke, Alfhilde, Stephanie („Fanny“) und Henrik – starben als junge Erwachsene an Lungentuberkulose.

## Ehrungen
Daniel Danielssen war Mitglied vieler wissenschaftlicher Gesellschaften wie der Videnskabsselskabet i Christiania (der heutigen Norwegischen Akademie der Wissenschaften), der Königlich Schwedischen Akademie der Wissenschaften, der Königlich Dänischen Akademie der Wissenschaften und seit 1882 der Deutschen Akademie der Naturforscher Leopoldina. Er war Ehrendoktor der Universität Lund (1868) und der Universität Kopenhagen (1879). Er wurde 1863 Ritter und 1885 Kommandeur des Sankt-Olav-Ordens.
Die zu Spitzbergen gehörende Insel Danielssenøya und der Vulkankrater Danielssenkrateret auf Jan Mayen sind nach Daniel Danielssen benannt.

## Werke (Auswahl)
- Alcyonida. Rapport fra Den norske Nordhavsekspedisjon 1876–1878, 4. Band: Zoologi, Grøndahl 1887.
- Actinida. Rapport fra Den norske Nordhavsekspedisjon 1876–1878, 4. Band: Zoologi, Grøndahl 1890.
- Crinoida & Echinida. Rapport fra Den norske Nordhavsekspedisjon 1876–1878, 4. Band: Zoologi, Grøndahl 1892.

mit Carl Wilhelm Boeck
- Om Spedalskhed. Bergen 1847.

mit Johan Koren
- Fauna littoralis Norvegiae oder Beschreibung und Abbildungen neuer oder wenig bekannten Seethiere nebst Beobachtungen über die Organisation, Lebensweise und Entwickelung derselben, Beyer, Bergen, 2. Band, 1856, 3. Band, 1877.
- Gephyrea. Rapport fra Den norske Nordhavsekspedisjon 1876–1878, 4. Band: Zoologi, Grøndahl 1881.
- Holithurioidea. Rapport fra Den norske Nordhavsekspedisjon 1876–1878, 4. Band: Zoologi, Grøndahl 1882.
- Asteroidea. Rapport fra Den norske Nordhavsekspedisjon 1876–1878, 4. Band: Zoologi, Grøndahl 1884.
- Pennatulida. Rapport fra Den norske Nordhavsekspedisjon 1876–1878, 4. Band: Zoologi, Grøndahl 1884.